# Takahisa Fujinami
Takahisa Fujinami (藤波 貴久, Fujinami Takahisa), né le 13 janvier 1980 à Yokkaichi, est un pilote japonais de sport motocycliste. Il concourt dans la discipline du trial, épreuve qui consiste à franchir des obstacles.

## Palmarès
Par extension, le terme trial désigne la discipline sur parcours en extérieur avec obstacles naturels tandis que le terme x-trial se réfère aux parcours en intérieur avec obstacles artificiels.
- Championnats du monde de trial
  - Champion du monde : 2004
  - 2e : 1999, 2000, 2001, 2002, 2003, 2005, 2006
  - 3e : 2007, 2008, 2009, 2010, 2011, 2016

- Championnats du monde de x-trial
  - 2e : 2004